# Свагерс, Франс
Франс Свагерс (нидерл. Luigi Frans Zwagers, фр. Luigi Frans Swagers; август 1756, Утрехт — 24 июня 1835, Париж) — голландский художник, значительную часть жизни проживший во Франции, маринист, пейзажист, один из ведущих мастеров пасторальных прибрежных сцен конца XVIII — начала XIX веков, основатель династии французских художников.

## Биография

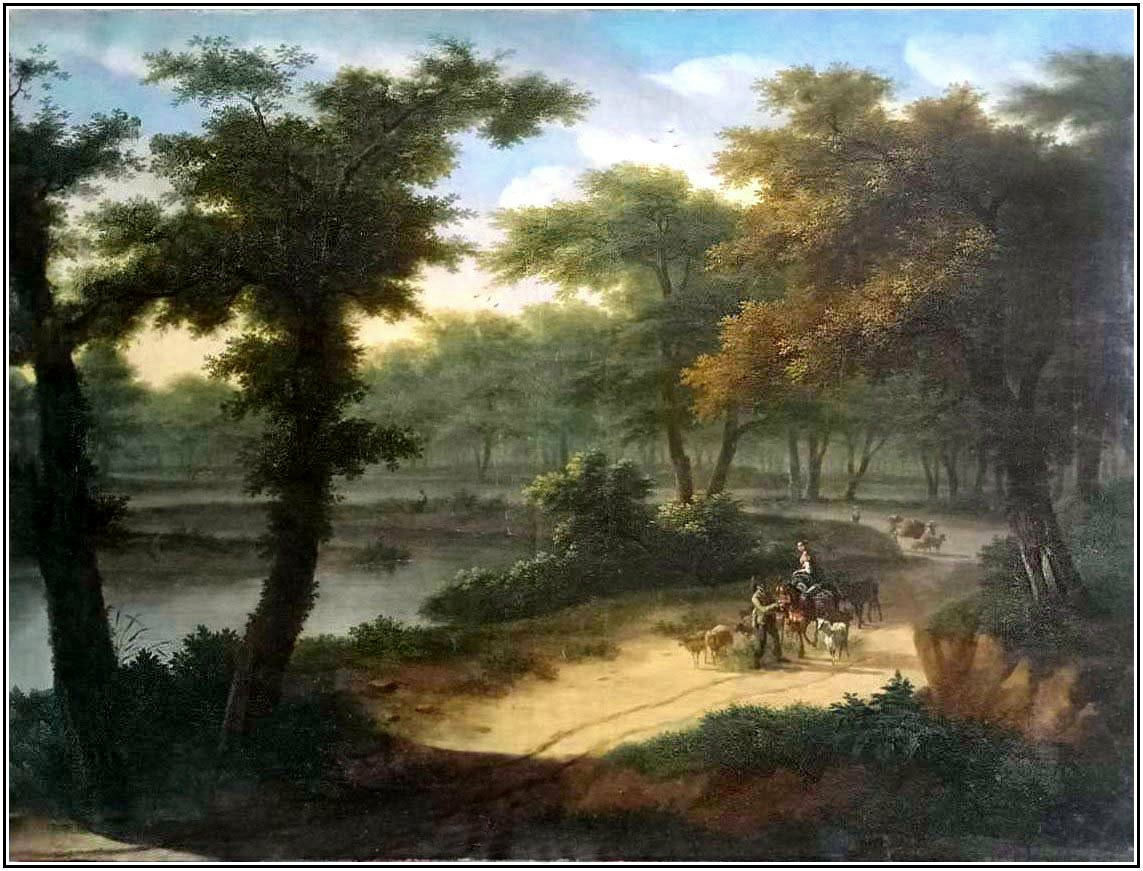
Франс Свагерс. Пасторальная сцена. Конец XVIII — начало XIX вв.

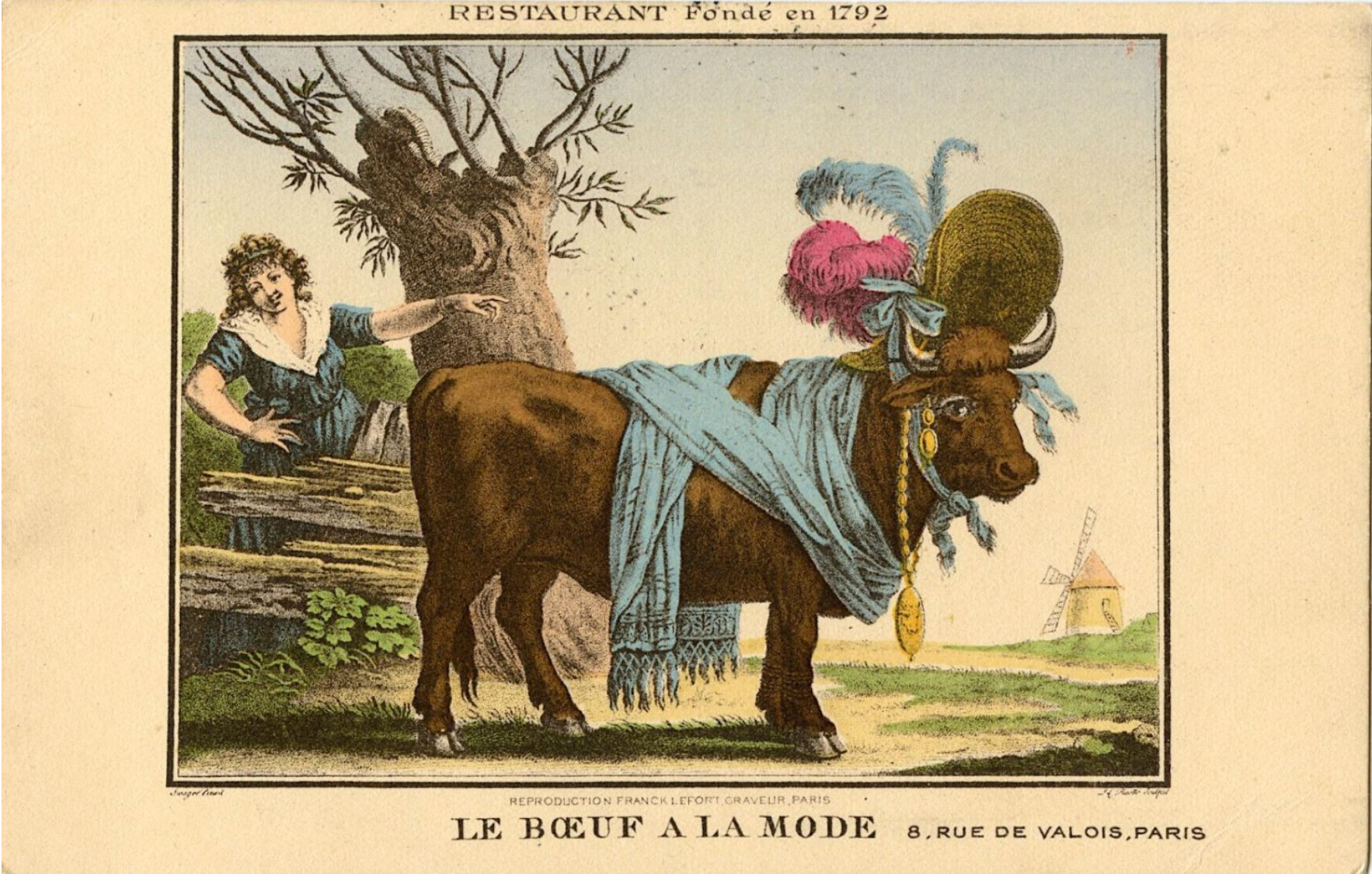
«Модная говядина». Почтовая открытка на основе гравюры. Луи-Шарль Рюот (1754—1806?) по работе Франса Свагерса

Франс Свагерс родился в августе 1756 года в голландском Утрехте в семье Николаса и Паулины (урожденной van Senderen)
Свагерс. 1 сентября 1756 года он был крещен в церкви de Doms.
Первые уроки живописи он получил в школе рисования, которую содержал W. R. van der Wall, сын скульптора Утрехта — художник пейзажей со скотом. К 3-й четверти XVIII века он был уже известен как сложившийся художник — мастер классического романтического голландского стиля.
Около 1790 года он эмигрировал во Францию и поселился в Париже. Вскоре Франс Свагерс знакомится с начинающей художницей Элизабет Мери (ок. 1775—1837), пробовавшей себя в жанре миниатюры, и женится на ней. До октября 1792 года семья проживала в Париже по улице Сен-Дени, затем д’Орлеан.
С 1791 по 1824 года Франс Свагерс выставлял свои работы в Парижском Салоне. В частности в 1802 и 1804 годах он показал ряд ландшафтных картин: «Вид на Дордрехт во время бури», «Пейзаж окрестностей реки Шельды», «Вид окрестностей реки Шельды вблизи Антверпена» и «Вид окрестностей Утрехта во время заката»; на следующей выставках он представил пейзаж с изображением Ротердама на закате, а на Салоне 1814 года пейзаж окрестностей Утрехта. Все они были хорошо приняты парижанами. Свагерс получает признание как ландшафтный художник, работающий в традициях голландских мастеров XVII—XVIII веков. Он не прерывает связей со своей исторической родиной и в 1804 году становится иностранным членом гильдии Утрехта. Его популярности способствуют гравюры, создаваемые по его живописным работам. Некоторые из них дошли до наших дней в виде почтовых открыток.
Франс Свагерс умер в Париже 26 июня в возрасте 80 лет.

## Творчество
Работам Свагерса свойственно изображение сельской местности с разнообразной растительностью и детально проработанным светом, присутствие персонажей — рыбака, крестьянской семьи, путешествующей вдоль реки, а на заднем плане — порт и жилые дома, пасущиеся стада коров и овец. Работы выполнены в теплых тонах с богатыми декорациями, часто с видами окрестностей голландских городов.
Современники Франса Свагерса упрекали его в том, что он доводил до крайности законченность и блеск своих голландских прототипов.
Коллекции его картин хранятся в музее Блуа, Музее Боуз английского графства Дарем, Центральном музее Утрехта,Национальной Галерее Ирландии
, музее Musée des Beaux-Arts de Dole, частных собраниях.
В 1807 году несколько работ художника были отправлены за океан. Они были приобретены для оформления кабинета Rosalie Stier Calvert в её усадьбе в Мэриленде.
Картины Франса Свагерса — постоянные участники ведущих мировых аукционов,. Его имя и краткая биография занесены в словарь наиболее значимых художников и скульпторов Эмануэля Бенезита (Benezit Dictionnaire des Peintres, Sculpteurs).

Галерея работ Франса Свагерса
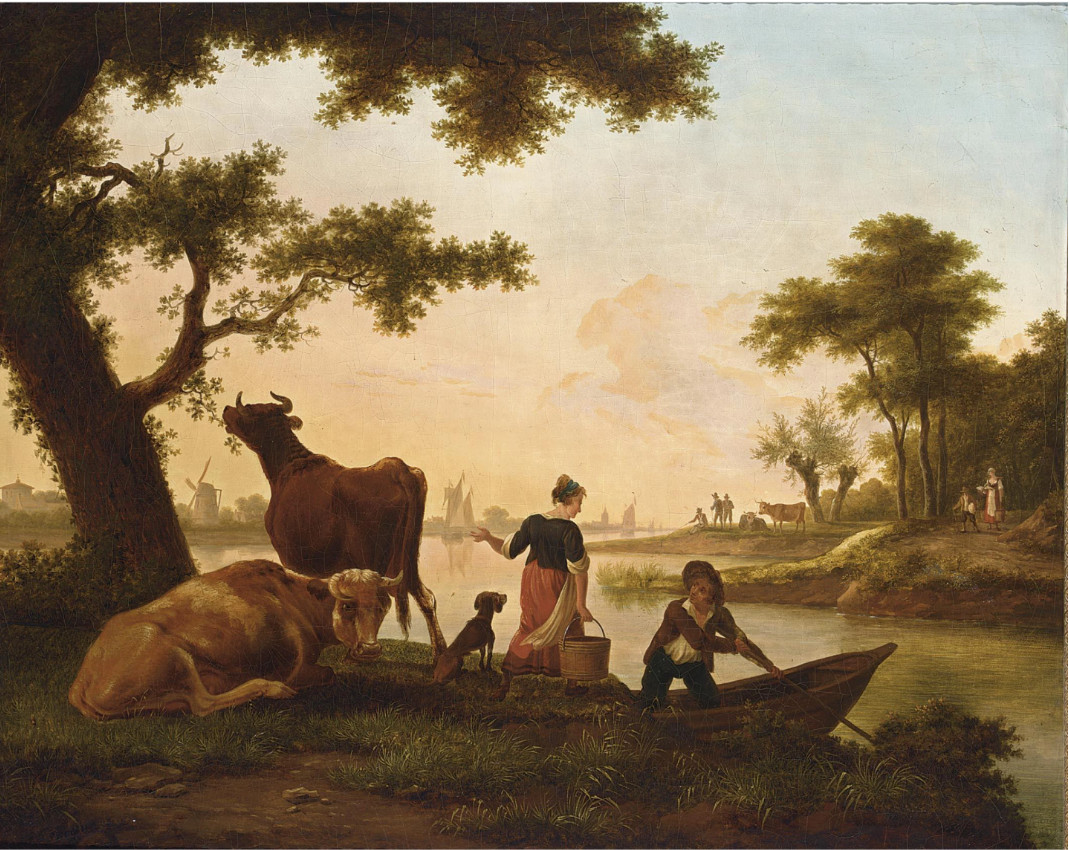
Речной пейзаж с беседующей парой у переправы
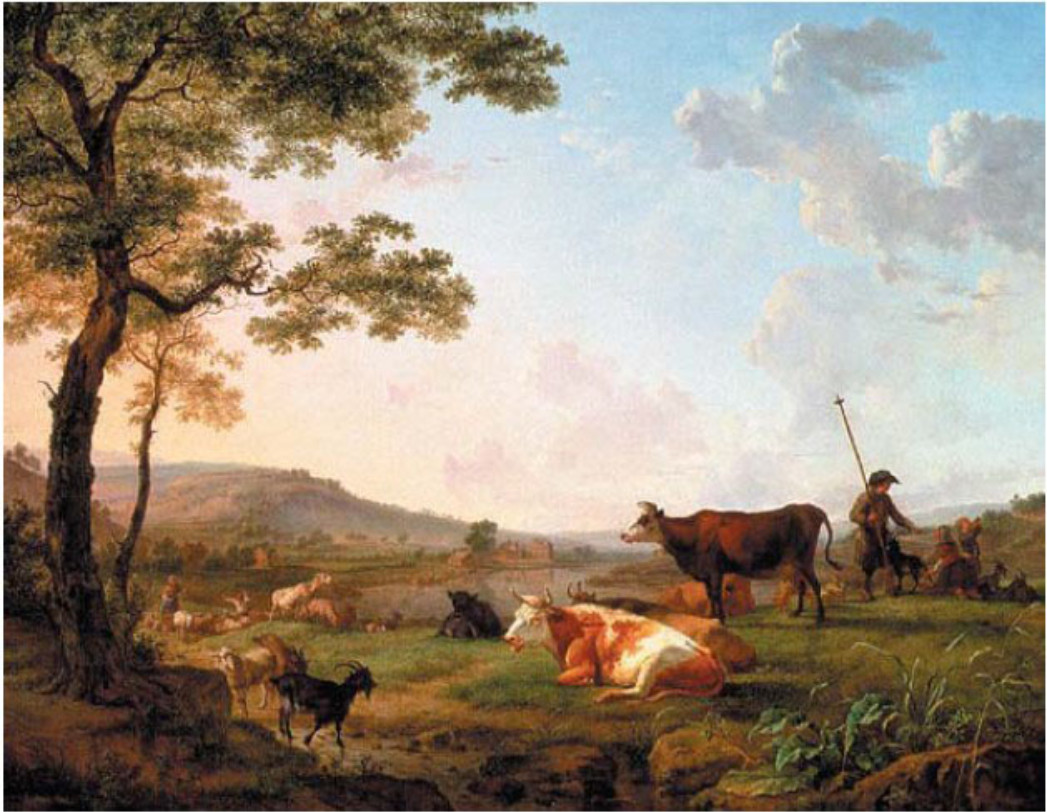
Пейзаж с двумя пастухами
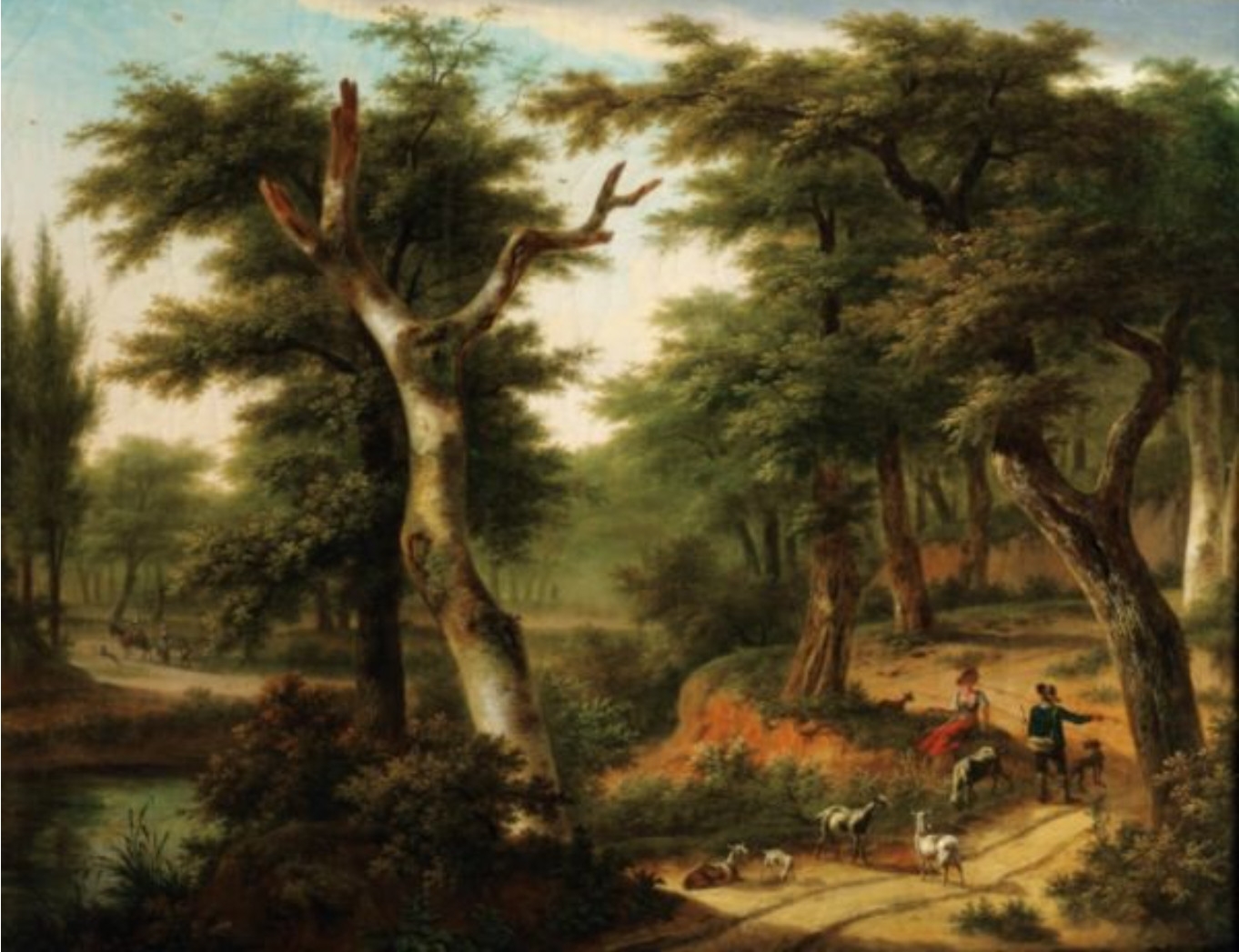
Лесной пейзаж с пастушкой и ее стадом на тропинке
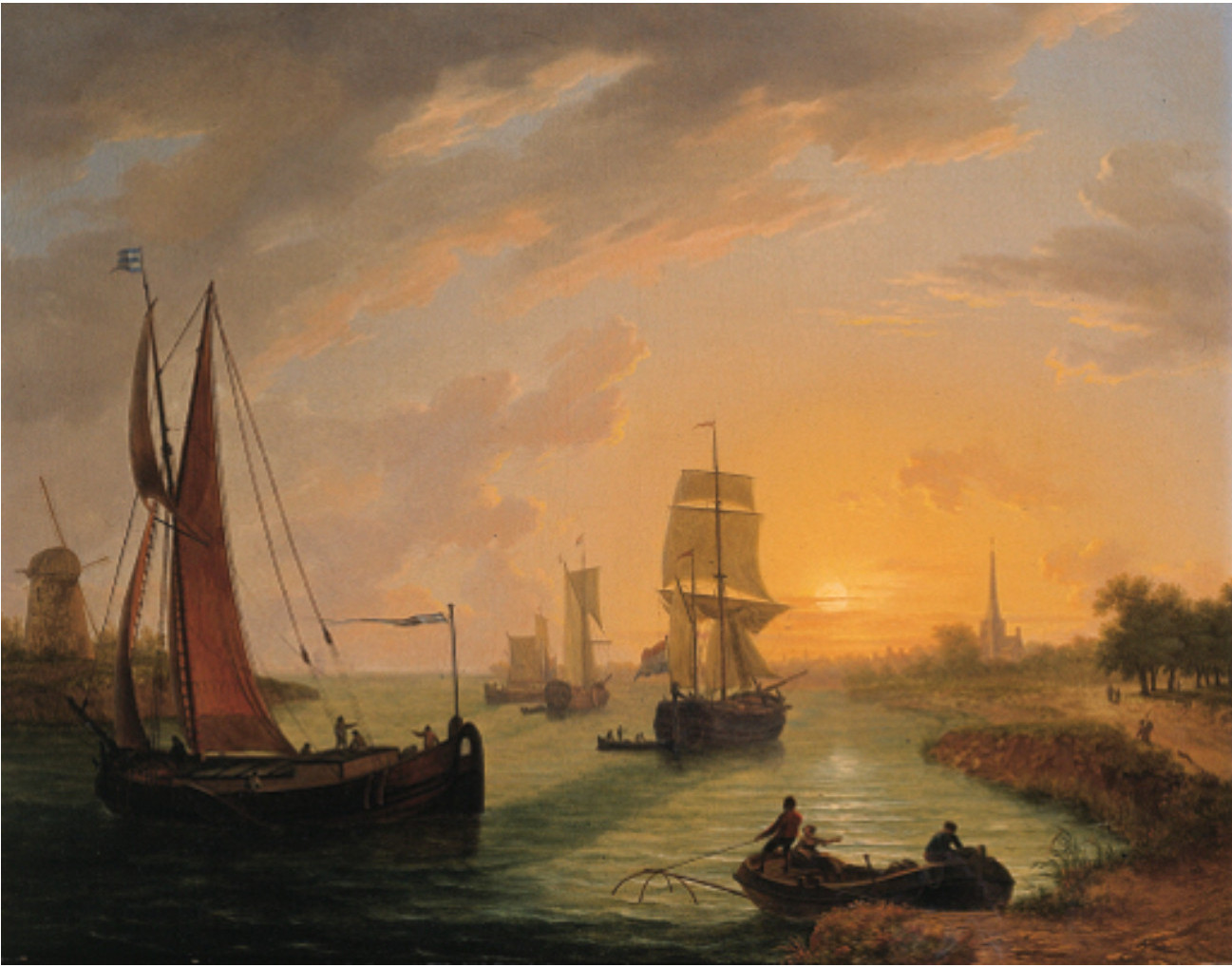
Закат на побережье
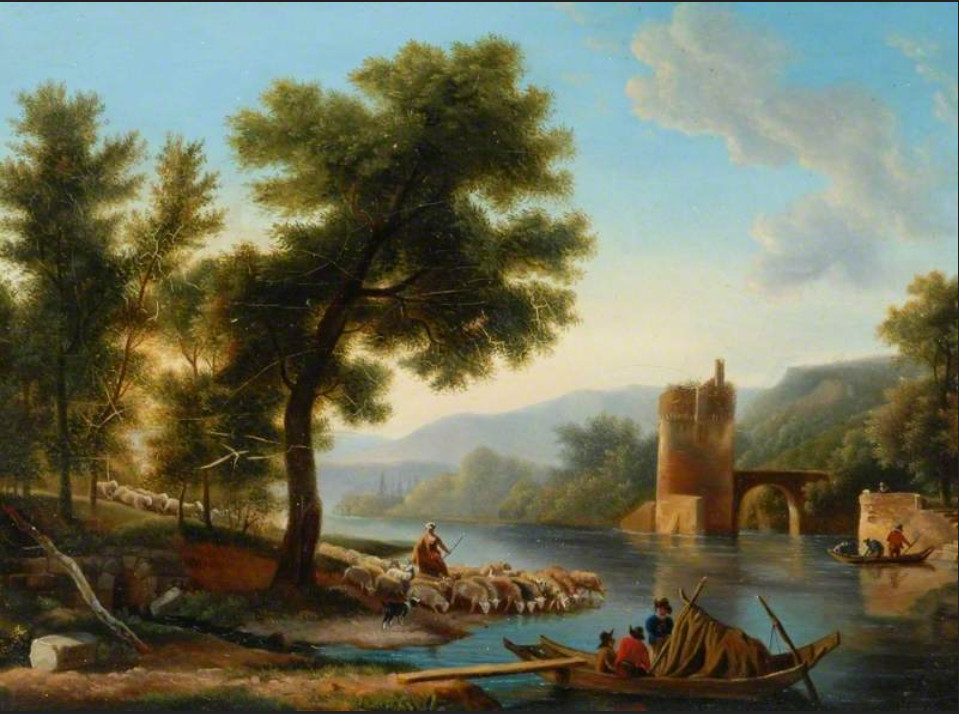
Речной пейзаж

## Династия художников
Франс Свагерс является основателем семьи успешных художников. В его семье было трое детей. Двое из них, а также некоторые из их потомков посвятили себя художественному творчеству:
- Шарль Свагерс (1792—1849) — французский художник, в основном автор исторических сцен[20], получивший начальное художественное образование у своего отца[21].

Шарль Свагерс наиболее известен благодаря гризайли, выставленной им на Парижском Салоне в 1833 году под названием «Гробница Марии Кристины Австрийской Антонио Кановы». Изображение Святого Николая работы Свагерса хранится в церкви Сен-Луи в Гиене. В 1840 году он был назначен профессором рисунка и композиции в Дьепе.
- Каролина Свагерс (1808—1877), известная как Зоя Шарлотта Свагерс, — ученица своих родителей, художница-миниатюрист. Участница Парижского Салона с 1831 г.
- Внук Франса Свагерса и сын Шарля Свагерса, Эдуард, также был художником и литографом, работавшим в Париже. Он также писал бытовые сцены и портреты. На выставке в Королевском музее в 1831 году он представил картину «Соломенная шляпа», этюд головы и «Мужской портрет в костюме национальной гвардии».

В семье была ещё дочь Элизабет-Паулина.